# Fougasse (Waffe)

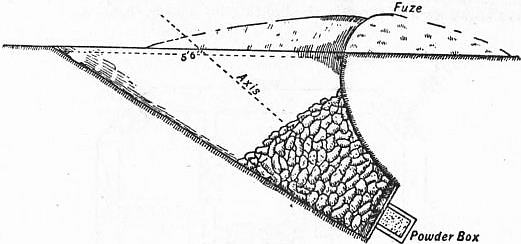
Skizze

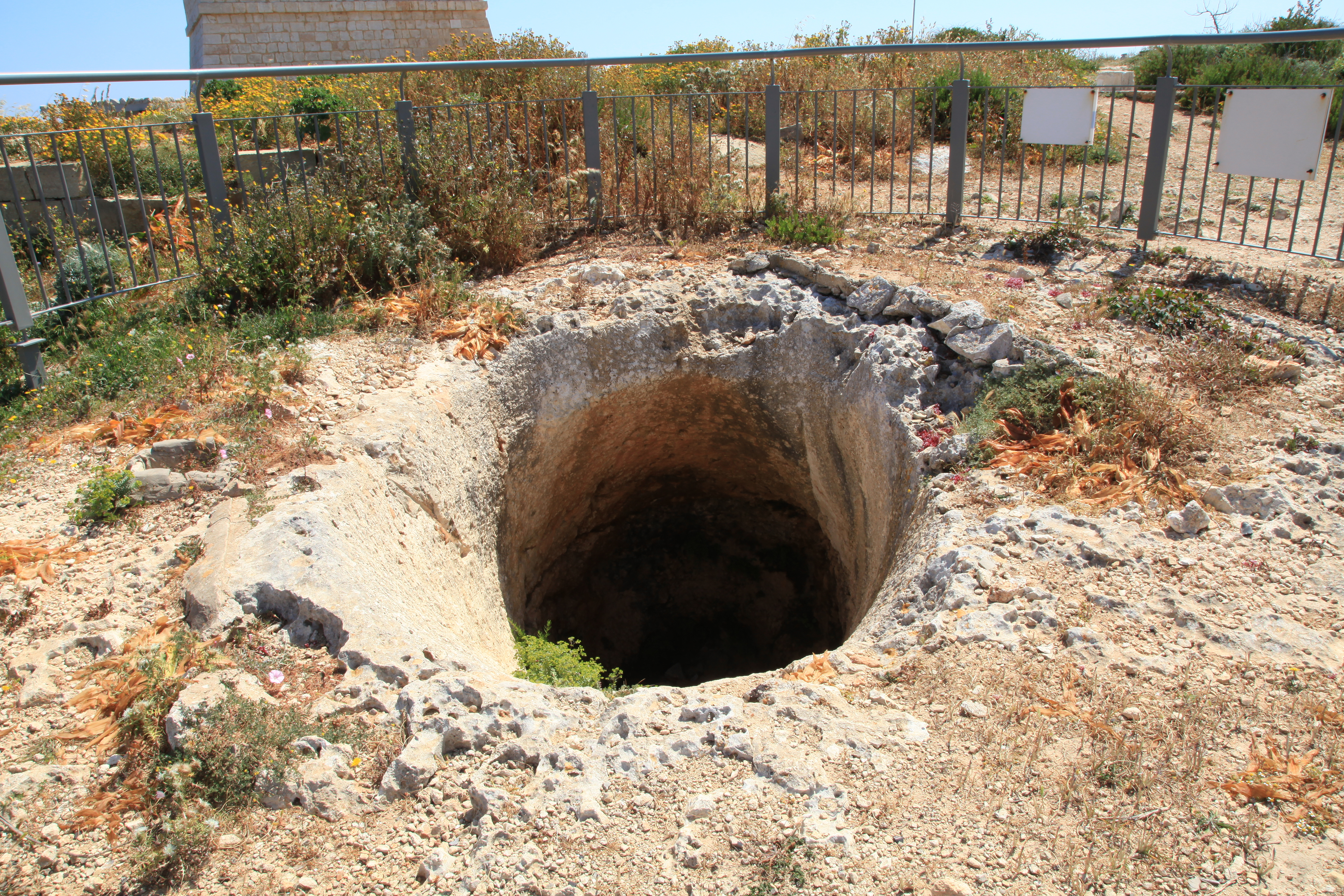
Kaverne einer Fougasse auf Malta

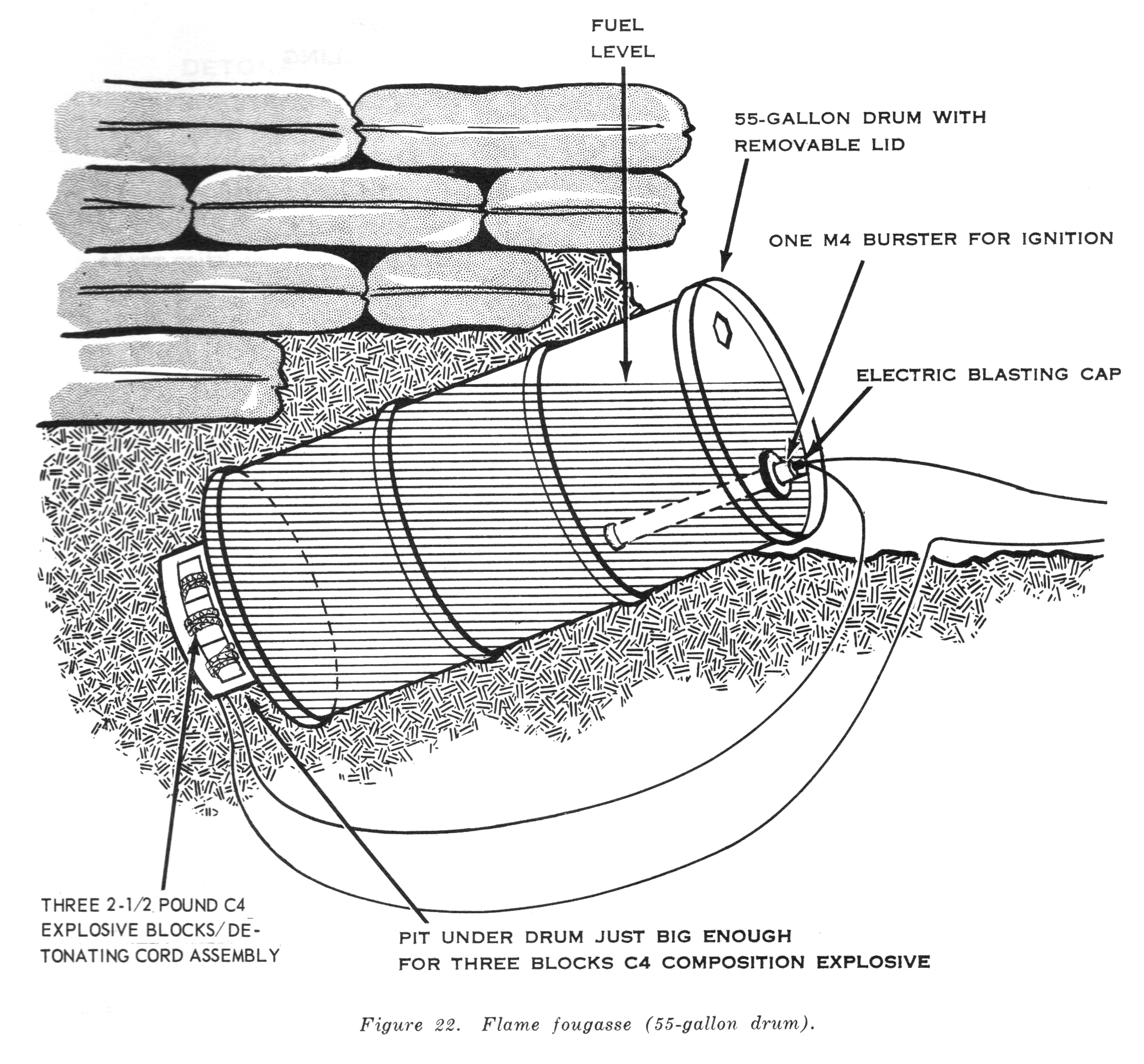
Skizze einer improvisierten Flammen-Fougasse

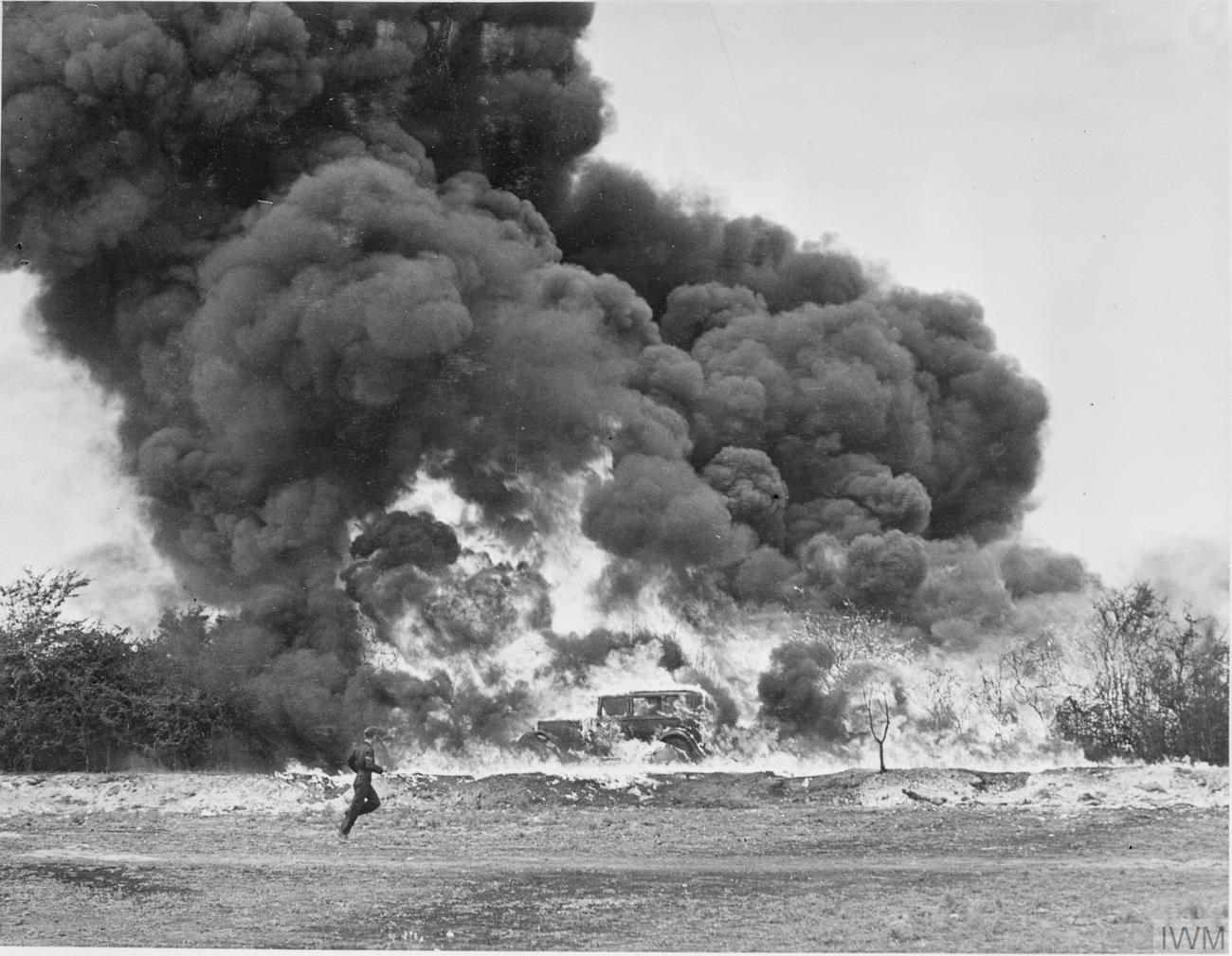
Wirkung einer Flammen-Fougasse

Eine Fougasse ⓘ [fuɡas] (auch Steinmine, Steinwurf, Erdmörser, Fladdermine, Flattermine, Fougade) ist eine historische Waffenart mit Treibladung in einer mit Geschossmaterial gefüllten Grube. Bei Annäherung des Feindes wird die Treibladung gezündet und schleudert Steine, Metallstücke oder Ähnliches dem Feind entgegen.

## Technik und Einsatzprinzipien
Die Erfindung und Verbreitung von Schwarzpulver führte zur Entwicklung neuartiger, auch versteckter Waffen und somit neuen Formen der Kriegsführung. Die ersten Versuche mit Fougassen sind um 1530 aus Sizilien und dem Süden Italiens bekannt. Eine Fougasse ist im Prinzip ein unterirdisches Geschütz.
Zuerst wird eine konische Grube ausgehoben, deren Achse gegen die Angriffsseite einen Winkel von etwa 45 Grad hat. Der Winkel der Grube bestimmte, wie sich die Explosion und der Auswurf auswirkten, d. h. mehr nach oben oder mehr zur Seite. War der Boden sandig und locker, so mussten die Seitenwände durch eine Bretterverkleidung gegen den Einsturz verbaut (gesichert) werden. Dann wurde ein hölzerner Kasten mit Schwarzpulver in die Sohle der Grube gelegt. Die Zündschnur wurde durch einen Kanal geschützt mit dem Pulverkasten verbunden. Es wurde entweder eine geschüttete Pulverspur (Lauffeuer) oder eine Lunte verwendet. Ein hölzerner Treibspiegel wurde auf den Pulverkasten gelegt und auf diesen schließlich Geschossmaterial geschichtet. Das konnten Steine, Metallschrott oder Artilleriegeschosse sein. Zur Tarnung wurde der Rest der Grube mit der ausgegrabenen Erde aufgefüllt.
Die Savartine, benannt nach einem französischen Offizier, ist eine Variante der Fougasse. Hier wurde ein fassartiges Gefäß aus Holz mit Eisenbeschlägen oder ein Zylinder aus Eisenblech als Geschützrohr in die Grube gesetzt.
Vielfach wurden Fougassen von Mineuren angelegt. Der Zeitaufwand für das Ausheben und Laden der Fougasse hing stark von deren Größe und der Beschaffenheit des Bodens ab. Bei einer großen Fougasse brauchte ein Trupp etliche Stunden.
Fougassen waren Defensivwaffen. Damit sie ihre Wirkung entfalten konnten, wurden sie an Stellen platziert, die der Feind passieren musste, z. B. Festungsgräben. Durch künstliche Hindernisse konnte der Feind an solche Stellen geleitet und dort zusammengedrängt werden. Manchmal wurden mehrere Fougassen nebeneinander angelegt, um sie gleichzeitig explodieren lassen. Ein in der Nähe versteckter Beobachter steckte die Zündschnur in Brand. Wegen der Verzögerung durch die Brennzeit der Zündschnur war es schwierig, sie zum optimalen Zeitpunkt zu zünden. Wie gut eine Fougasse im Einzelfall wirkte, war zum Teil auch vom Zufall bestimmt. Eine gut platzierte und im richtigen Augenblick gesprengte Fougasse konnte eine starke demoralisierende Wirkung auf den Angreifer haben und ihm schwere Verluste zufügen.
Fougassen hatten jedoch große Nachteile, was ihre Einsatzmöglichkeiten deutlich schmälerte. Sie konnten erst wenige Tage bis sogar Stunden vor der Zündung scharf gemacht werden. Der Grund dafür war die hygroskopische (feuchtigkeitsanziehende) Natur des Schwarzpulvers. Das Schwarzpulver ließ sich nur schwer vor Nässe im Erdreich schützen. Die Feuchtigkeit machte vor allem die Zündung unzuverlässig. Die zuverlässigere elektrische Sprengzündung wurde erst im 19. Jahrhundert, die wasserfeste pyrotechnische Sicherheitsanzündschnur erst 1831 erfunden. Der Einsatz der Fougasse war auf wichtige zu verteidigende Schlüsselstellen begrenzt, denn man musste bei der Anlage ziemlich sicher sein, wo der Gegner angreifen werde. Mit pyrotechnischen Zündern war der optimale Zeitpunkt wegen der Verzögerung schwer zu bestimmen. Erst später, mit der elektrischen Zündung, wurde es möglich, die Annäherung des Feindes zu beobachten und dann die Fougasse augenblicklich auszulösen. Eine gezündete Fougasse konnte auch nicht nachgeladen werden. Wegen ihrer Nachteile, vor allem der mangelhaften Zuverlässigkeit, wurden die Fougassen nur als ergänzendes Verteidigungsmittel angesehen.

Das Prinzip der Fougasse als Richtladung wurde mit der M18 Claymore Mitte der 1950er Jahre neu aufgelegt.

Demonstration einer improvisierten Flammen-Fougasse
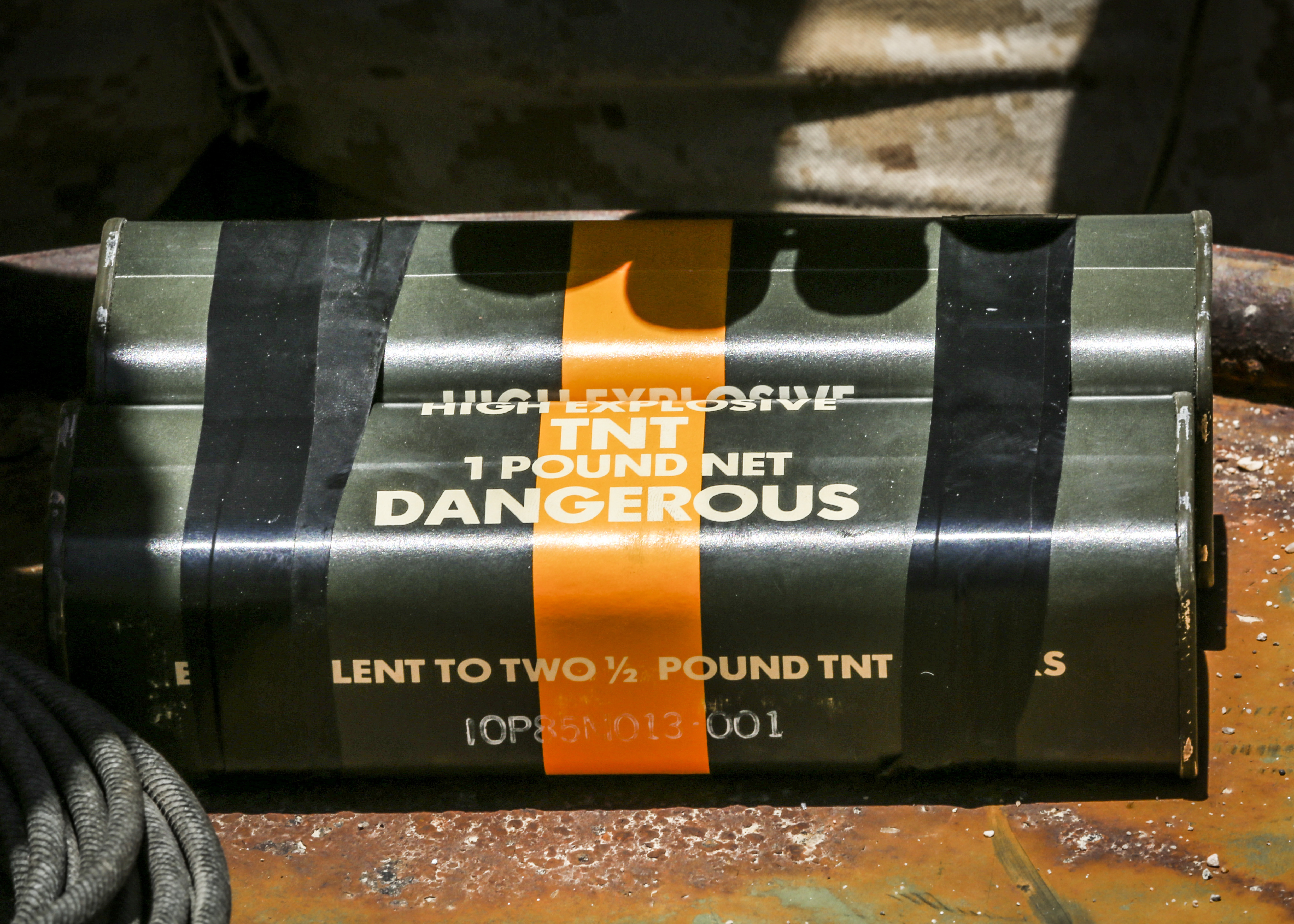
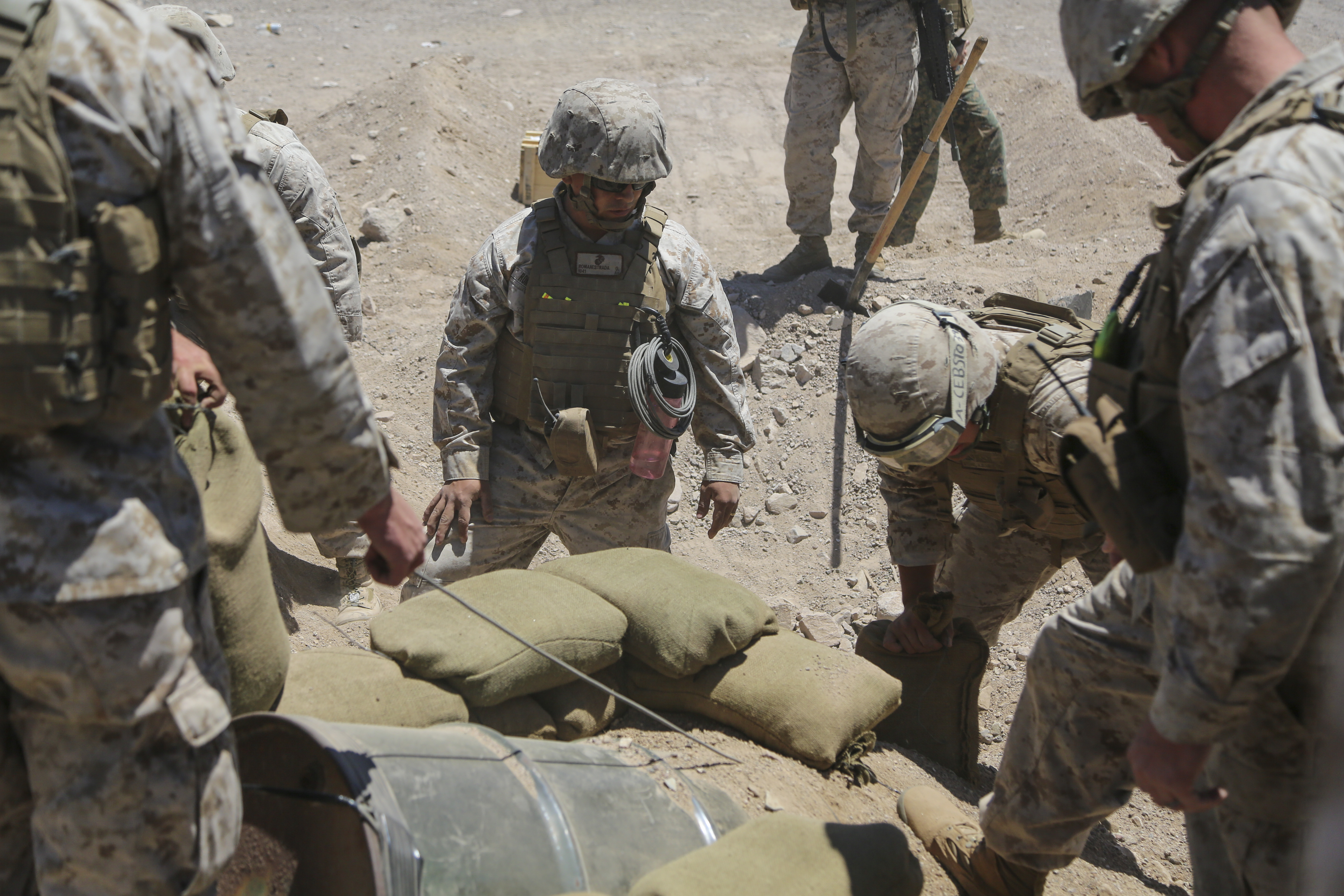
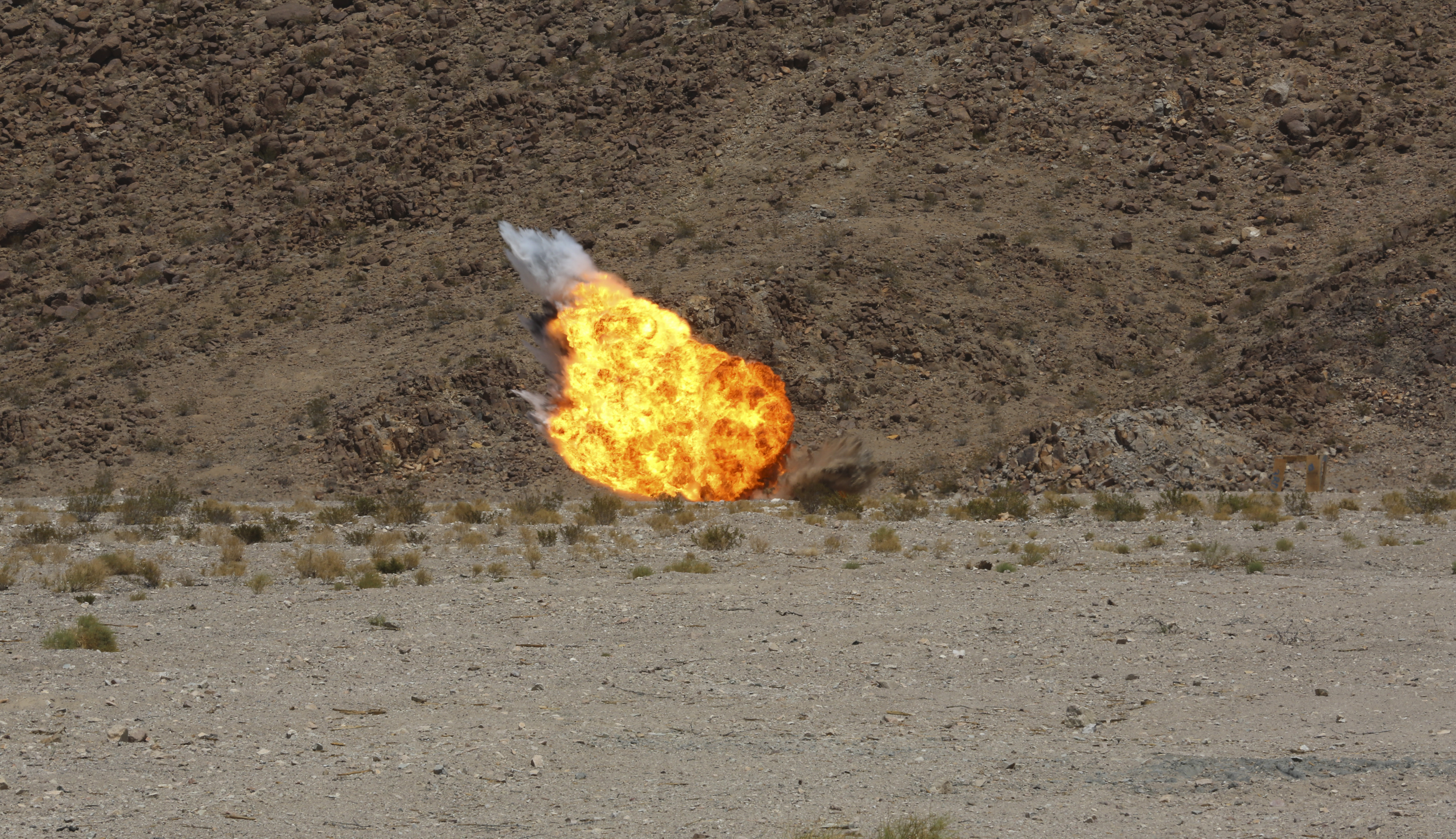
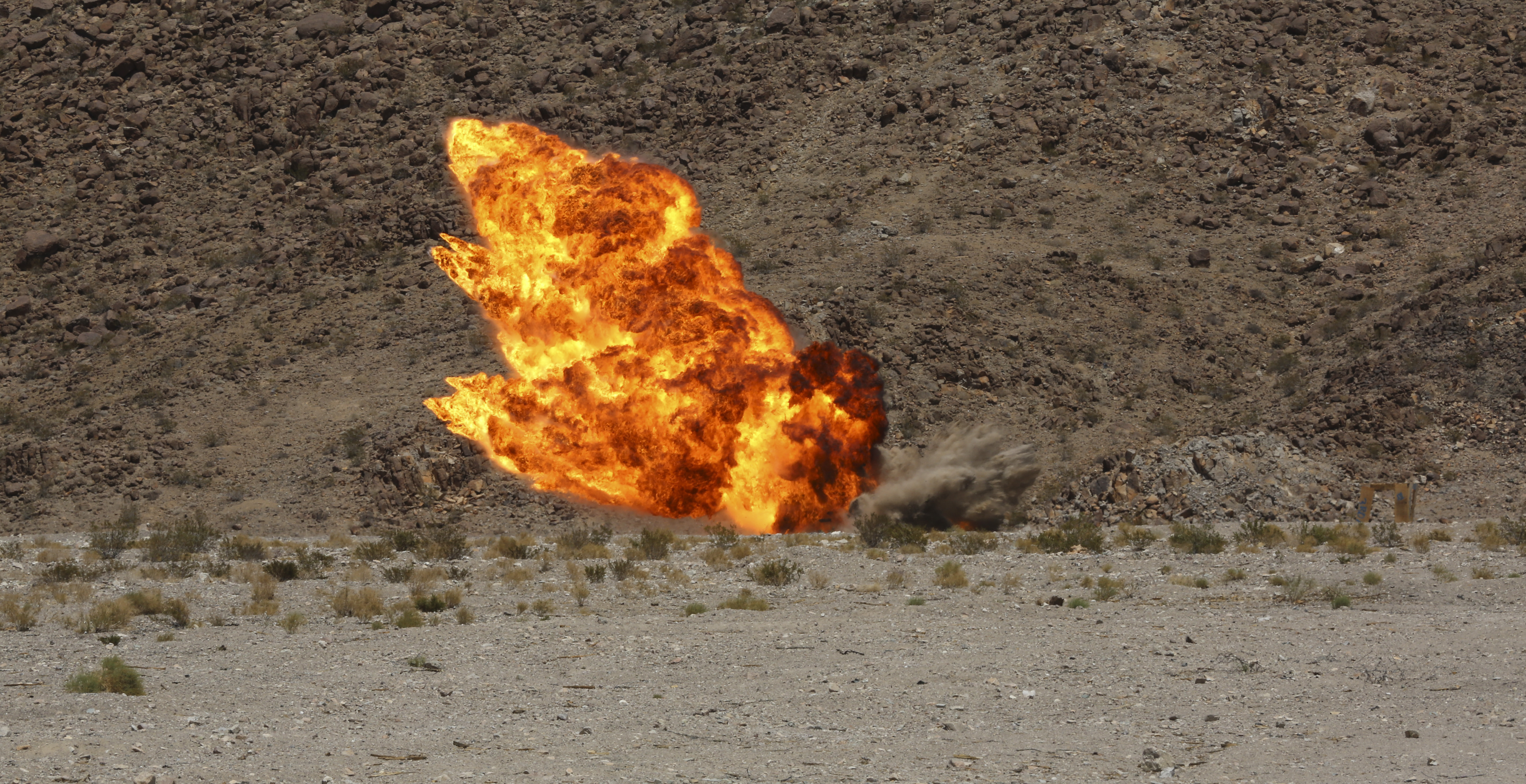
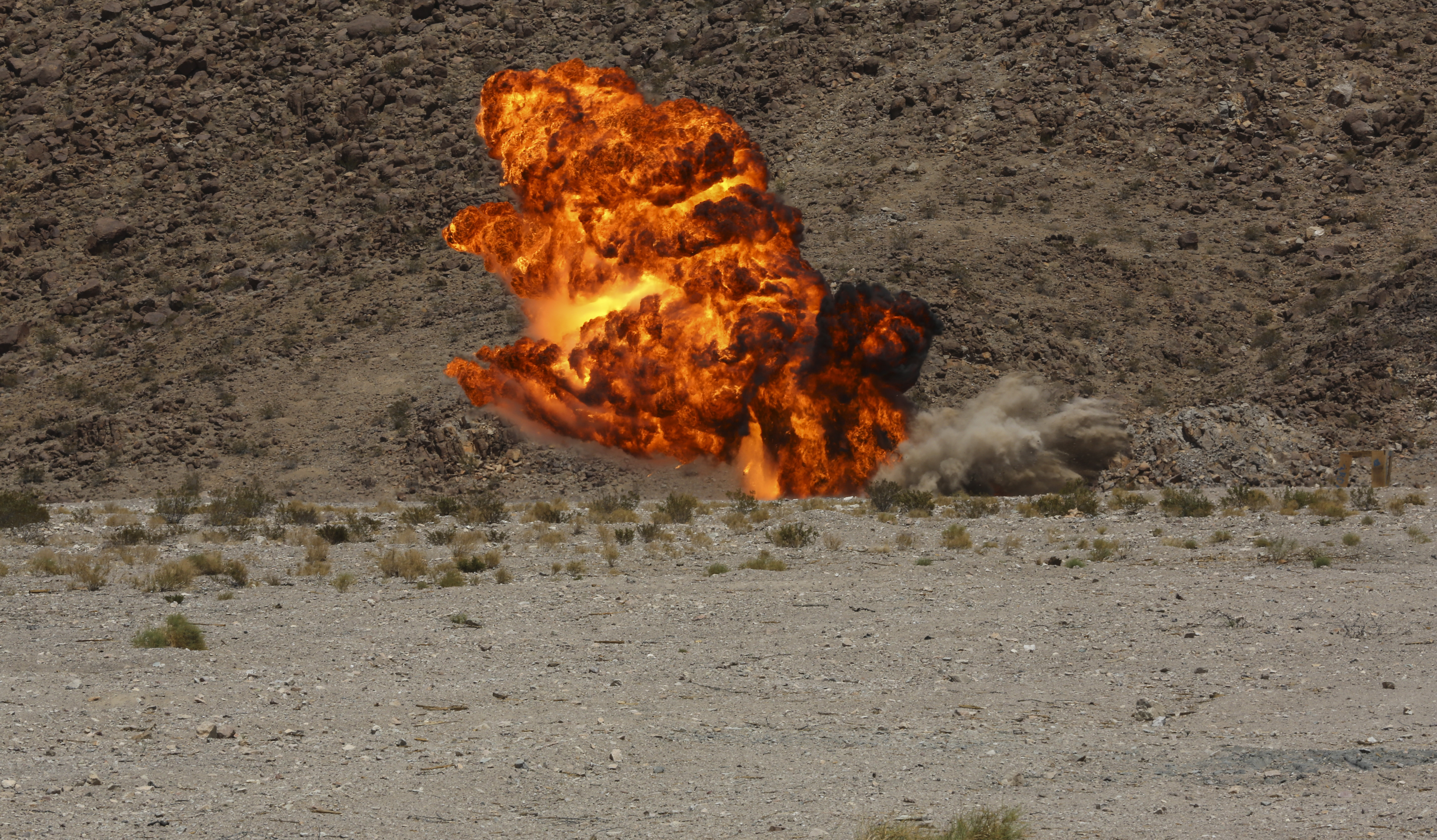
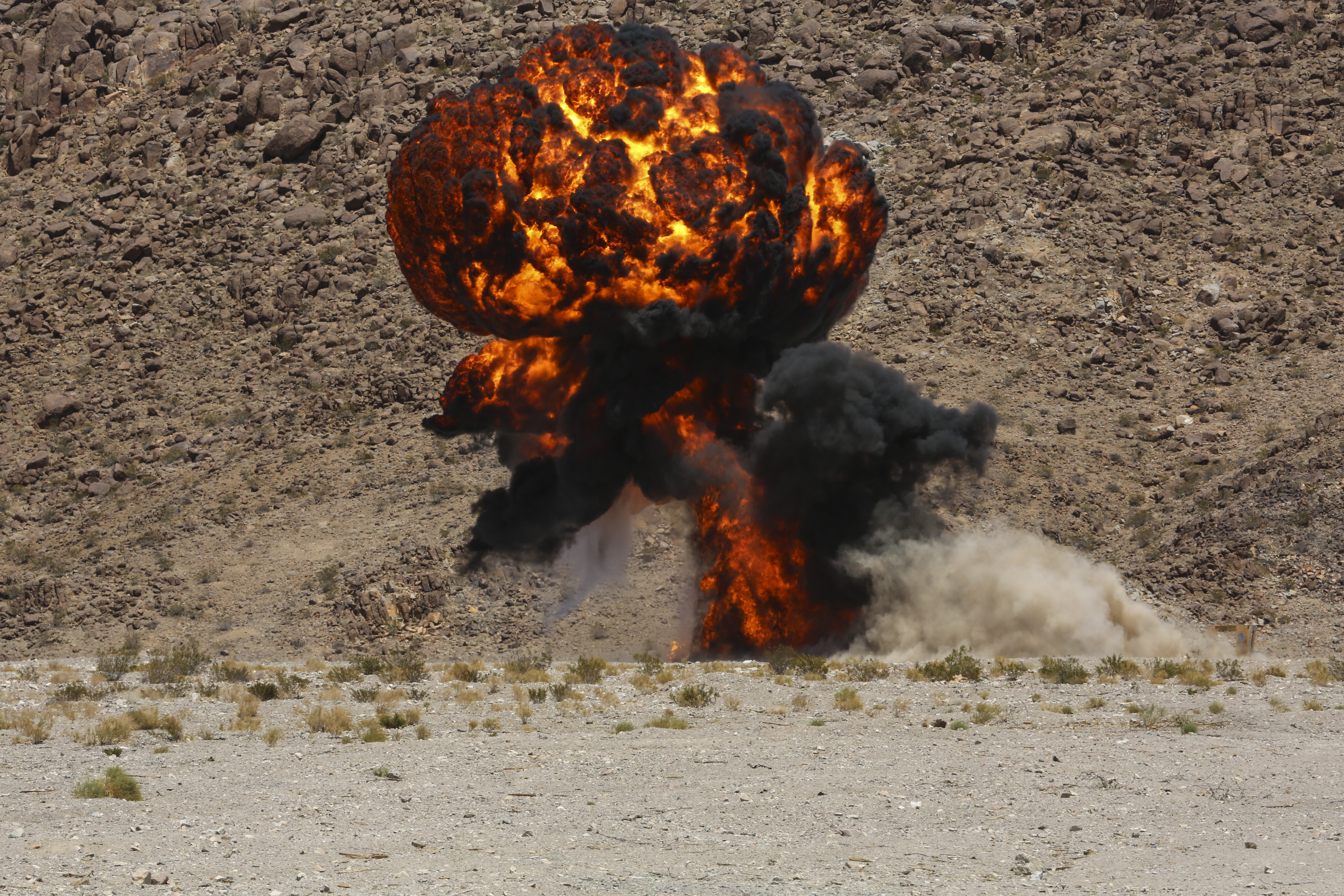
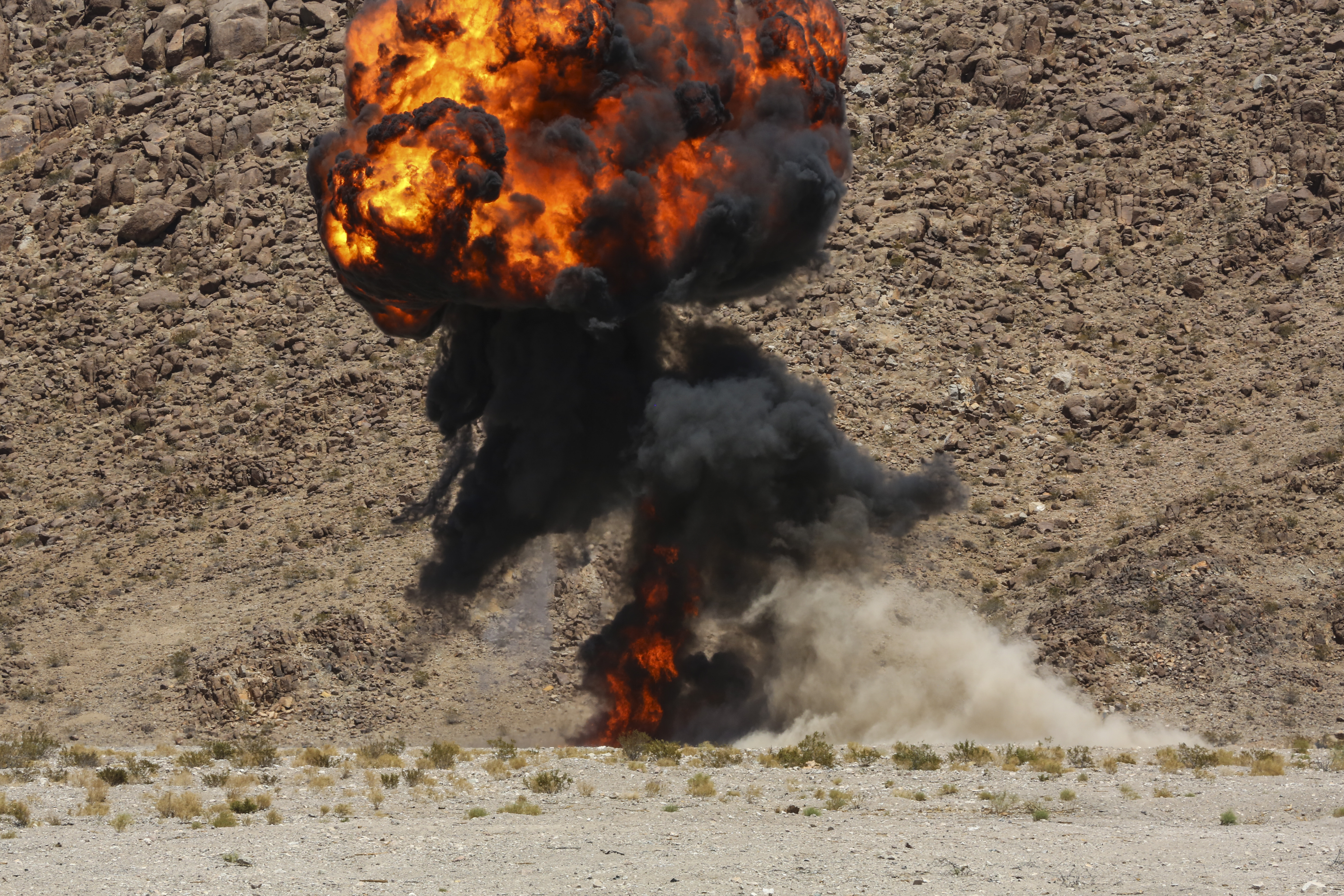
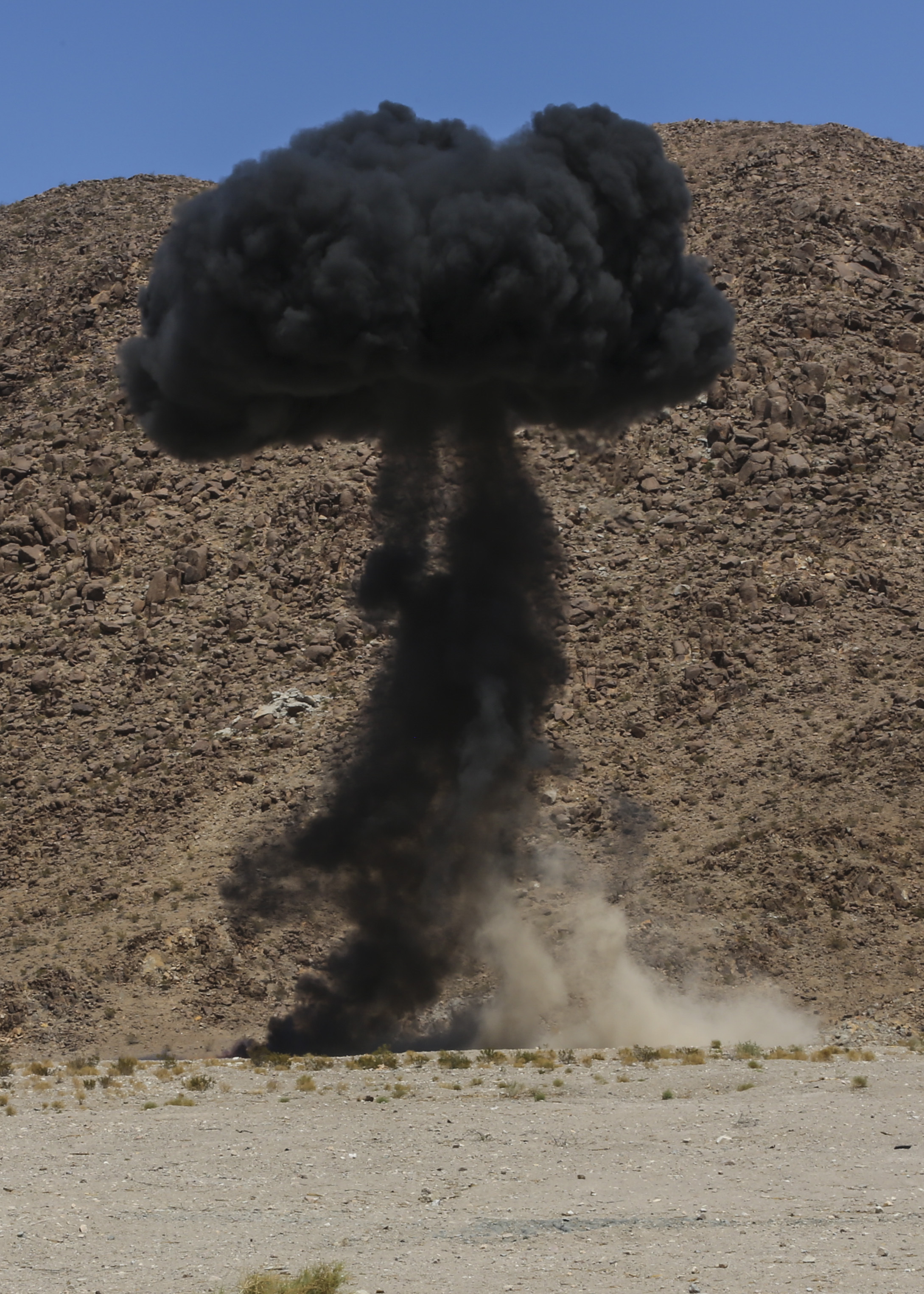

## Einsatz
Um 1770 wurden auf Malta über 60 Fougassen vorbereitet, um potentielle Anlandeplätze zu sichern. Die in den Felsen geschlagenen Kavernen der Fougassen sind teilweise erhalten. Erfolgreiche Einsätze von Fougassen gab es beispielsweise im Amerikanischen Unabhängigkeitskrieg 1777 bei der Belagerung von Fort Mercer oder in den Napoleonischen Kriegen auf der Iberischen Halbinsel bei den Belagerungen von Ciudad Rodrigo, Badajoz und Santander. 1847 wurden sie in der Schlacht von Chapultepec von Mexikanern verwendet, die meisten jedoch von den Amerikanern vor der Explosion durch Kappen der Zündschnur entschärft.
Der erste bekannte Einsatz einer elektrischen Zündung erfolgte im Russisch-Türkischen Krieg (1828–1829) bei der Belagerung von Silistra. Verbreitet haben sich elektrisch gezündete Fougassen erst im Sezessionskrieg 1861–1865. Die British Army verwendete die elektrische Zündung beim Mahdi-Aufstand im Sudan und im Zweiten Burenkrieg (1899–1902).
Auch wenn moderne Kriegstechnik nicht zur Verfügung steht, greifen manche irregulären Truppen auf Fougassen zurück wie z. B. der Vietcong im Vietnamkrieg (1955–1975), verschiedene Guerilla in Mittelamerika oder im Bosnienkrieg (1992–1995). Die Einsatzprinzipien blieben die gleichen wie in den vorherigen Jahrhunderten.
Aufgrund der befürchteten Invasion Großbritanniens im Jahr 1940 entwickelte Großbritannien einfache Fougassen, die wie ein großer Flammenwerfer eine brennbare Flüssigkeit schleuderten. Da Deutschland die Invasion nicht durchführte, wurden die Flammen-Fougassen nicht eingesetzt. Die Idee blieb jedoch erhalten und ähnliche improvisierte Flammen-Fougassen werden gelegentlich in Gefechten verwendet.